# Hemieuxoa eugrapha
Hemieuxoa eugrapha är en fjärilsart som beskrevs av Márton Hreblay och Ronkay. Hemieuxoa eugrapha ingår i släktet Hemieuxoa och familjen nattflyn. Inga underarter finns listade i Catalogue of Life.